# Recorder (Album)
Recorder ist das dritte und zugleich letzte Studioalbum der deutschen Popgruppe Echt. Es erschien am 8. Oktober 2001 bei dem Label Laughing Horse.

## Hintergrund
Die Aufnahme für das Album Recorder fand von 2000 bis 2001 statt.

## Titelliste
| #  | Titel                   | Autor(en) | Produzent(en) | Länge |
| -- | ----------------------- | --------- | ------------- | ----- |
| 1  | Wie geht es dir so?     | Echt      | Franz Plasa   | 3:42  |
| 2  | Spurlos                 | Echt      | Franz Plasa   | 6:23  |
| 3  | Meisterwerk             | Echt      | Franz Plasa   | 4:51  |
| 4  | In dieser Gegend        | Echt      | Franz Plasa   | 4:17  |
| 5  | Wahrheit                | Echt      | Franz Plasa   | 3:57  |
| 6  | Du bist nicht echt      | Echt      | Franz Plasa   | 2:57  |
| 7  | Haar                    | Echt      | Franz Plasa   | 4:10  |
| 8  | (Fast) wie ein Mädchen  | Echt      | Franz Plasa   | 3:39  |
| 9  | Nachbarschaft           | Echt      | Franz Plasa   | 3:16  |
| 10 | Kurz nach dem Aufstehen | Echt      | Franz Plasa   | 3:48  |
| 11 | An deiner Seite         | Echt      | Franz Plasa   | 3:34  |
| 12 | Stehengeblieben         | Echt      | Franz Plasa   | 5:01  |

## Rezeption

### Rezensionen
Gurly Schmidt, Musikkritiker von laut.de, schrieb zusammenfassend zu den Titeln des Albums: „[...] Das Album ist gelinde gesagt langweilig, die Texte weiterhin (post)pubertär, die Trompeten nerven. Ja, Echt sind inzwischen groß geworden, sie schreiben ihre Lieder selbst. Aber das soll nichts heißen. Echt schade eigentlich.“

### Charts und Chartplatzierungen
| ChartsChartplatzierungen | Höchstplatzierung | Wochen |
| ------------------------ | ----------------- | ------ |
| Deutschland (GfK)        | 21 (4 Wo.)        | 4      |
| Österreich (Ö3)          | 59 (1 Wo.)        | 1      |